# Vela ai Giochi della IX Olimpiade - 8 metri
La competizione della categoria 8 metri  di vela ai Giochi della IX Olimpiade si tenne dal 2 al 9 agosto 1928 presso il Bacino dello Zuiderzee.

## Partecipanti
| Nazione       | Barca       | Equipaggio |
| ------------- | ----------- | --- |
| Argentina     | Cupidon III | Carlos Serantes, Horacio Seeber, Miguel Bosch, Pedro Dates, Rafael Iglesias,                                                  |
| Francia       | L'Aile VI   | Virginie Hériot, André Derrien, André Lesauvage, Carl de la Sablière, Donatien Bouché, Jean Lesieur                           |
| Gran Bretagna | Feo         | Margaret Roney, Ernest Roney, Esmond Roney, Philip Falle, Thomas Riggs, Thomas Skinner                                        |
| Italia        | Bamba       | Carlo Alberto D'Albertis, Edoardo Moscatelli, Francesco Giovanelli, Guido Giovanelli, Marcantonio De Beaumont, Mario Bruzzone |
| Norvegia      | Noreg       | Bernhard Lund, Jens Salvesen, Magnus Konow, Wilhelm Wilhelmsen                                                                |
| Paesi Bassi   | Hollandia   | Cornelis van Staveren, Gerard Vries Lentsch, Henk Kersken, Johannes van Hoolwerff, Lambertus Doedes, Maarten de Wit           |
| Stati Uniti   | Babe        | Ben Weston, Frank Hekma, Manfred Curry, Nicholas Hekma, Owen Churchill,                                                       |
| Svezia        | Sylvia      | Carl Sandblom, Clarence Hammar, John Sandblom, Philip Sandblom, Tore Holm, Wilhelm Törsleff                                   |

Nella prima fase della competizione gli 8 equipaggi disputarono quattro regate.
Furono ammessi alla seconda fase gli equipaggi che si sono piazzati almeno al terzo posto in una delle quattro regate.
Gli equipaggi qualificati disputarono altre tre regate. La classifica finale era data dal maggior numero di primi posti nelle sette regate disputate, in caso di parità contava il maggior numero di secondi posti, terzi posti e così via.

## Risultati

### Prima Fase
| Regata 1 | Regata 1      | Regata 1 | Regata 2 | Regata 2      | Regata 2 | Regata 3 | Regata 3      | Regata 3 | Regata 4 | Regata 4      | Regata 4 |
| Pos.     | Nazione       | Tempo    | Pos.     | Nazione       | Tempo    | Pos.     | Nazione       | Tempo    | Pos.     | Nazione       | Tempo    |
| -------- | ------------- | -------- | -------- | ------------- | -------- | -------- | ------------- | -------- | -------- | ------------- | -------- |
| 1        | Paesi Bassi   | 3-53:45  | 1        | Francia       | 2-33:26  | 1        | Paesi Bassi   | 2-57:14  | 1        | Svezia        | 3-01:23  |
| 2        | Norvegia      | 3-56:36  | 2        | Italia        | 2-34:02  | 2        | Svezia        | 2-57:28  | 2        | Francia       | 3-02:11  |
| 3        | Svezia        | 4-01:41  | 3        | Paesi Bassi   | 2-34:32  | 3        | Stati Uniti   | 3-08:17  | 3        | Paesi Bassi   | 3-02:45  |
| 4        | Gran Bretagna | 4-04:12  | 4        | Svezia        | 2-37:05  | 4        | Argentina     | 3-12:59  | 6        | Norvegia      | DNF      |
| 5        | Argentina     | 4-04:42  | 5        | Gran Bretagna | 2-41:02  | 6        | Italia        | DNF      | 6        | Stati Uniti   | DNF      |
| 6        | Stati Uniti   | 4-10:26  | 6        | Stati Uniti   | 2-42:54  | 6        | Norvegia      | DNF      | 6        | Italia        | DQ       |
| 7        | Francia       | 4-12:16  | 8        | Argentina     | DNF      | 8        | Gran Bretagna | DNS      | 8        | Gran Bretagna | DNS      |
| 8        | Italia        |          | 8        | Norvegia      | DQ       | 8        | Francia       | DNS      | 8        | Argentina     | DNS      |

### Seconda Fase
| Regata 5 | Regata 5    | Regata 5 | Regata 6 | Regata 6    | Regata 6 | Regata 7 | Regata 7    | Regata 7 |
| Pos.     | Nazione     | Tempo    | Pos.     | Nazione     | Tempo    | Pos.     | Nazione     | Tempo    |
| -------- | ----------- | -------- | -------- | ----------- | -------- | -------- | ----------- | -------- |
| 1        | Svezia      | 2-59:31  | 1        | Francia     | 3-09:52  | 1        | Francia     | 2-44:59  |
| 2        | Paesi Bassi | 3-00:50  | 2        | Paesi Bassi | 3-10:27  | 2        | Svezia      | 2-45:45  |
| 3        | Norvegia    | 3-03:36  | 3        | Italia      | 3-10:28  | 3        | Paesi Bassi | 2-46:40  |
| 4        | Francia     | 3-03:37  | 4        | Svezia      | 3-11:47  | 5        | Italia      | DNS      |
| 5        | Italia      | 3-05:45  | 5        | Norvegia    | 3-12:39  | 5        | Norvegia    | DNS      |

### Classifica Finale
| Pos.    | Nazione       | Barca       | Piazzamenti singole regate | Piazzamenti singole regate | Piazzamenti singole regate | Piazzamenti singole regate | Piazzamenti singole regate | Piazzamenti singole regate | Piazzamenti singole regate | Totale Piazzamenti                    |
| Pos.    | Nazione       | Barca       | 1R                         | 2R                         | 3R                         | 4R                         | 5R                         | 6R                         | 7R                         | Totale Piazzamenti                    |
| ------- | ------------- | ----------- | -------------------------- | -------------------------- | -------------------------- | -------------------------- | -------------------------- | -------------------------- | -------------------------- | ------------------------------------- |
| Oro     | Francia       | L'Aile VI   | 7                          | 1                          | 8                          | 2                          | 4                          | 1                          | 1                          | 3 Primo                               |
| Argento | Paesi Bassi   | Hollandia   | 1                          | 3                          | 1                          | 3                          | 2                          | 2                          | 3                          | 2 Primo, 2 Secondo, 3 Terzo           |
| Bronzo  | Svezia        | Sylvia      | 3                          | 4                          | 2                          | 1                          | 1                          | 4                          | 2                          | 2 Primo, 2 Secondo, 1 Terzo           |
| 4       | Italia        | Bamba       | 8                          | 2                          | 6                          | 6                          | 5                          | 3                          | 5                          | 1 Secondo, 1 Terzo, 2 Quinto, 2 Sesto |
| 4       | Norvegia      | Noreg       | 2                          | 8                          | 6                          | 6                          | 3                          | 5                          | 5                          | 1 Secondo, 1 Terzo, 2 Quinto, 2 Sesto |
| 6       | Stati Uniti   | Babe        | 6                          | 6                          | 3                          | 6                          | -                          | -                          | -                          | 1 Terzo                               |
| 7       | Gran Bretagna | Feo         | 4                          | 5                          | 8                          | 8                          | -                          | -                          | -                          | 1 Quarto, 1 Quinto                    |
| 7       | Argentina     | Cupidon III | 5                          | 8                          | 4                          | 8                          | -                          | -                          | -                          | 1 Quarto, 1 Quinto                    |